# 花村政温
花村 政温（はなむら まさはる、1903年（明治36年）7月22日 - 1978年（昭和53年）8月20日）は、日本の農業技術者、政治家。長野県東筑摩郡宗賀村長（3期）、長野県塩尻市議会議員、長野県塩尻市長（第3代、2期）を歴任した。

## 経歴
長野県東筑摩郡宗賀村本山（現・塩尻市）生まれ。1920年（大正9年）3月、東筑摩郡立農学校を卒業。小学校代用教員、村立宗賀実業補習学校助教諭を務めた後、1932年（昭和7年）に穀物検査員として長野県庁に勤務し、同県農産物検査技術補、農産物検査監督員、食糧検査所支所長などを務め、後に食糧事務所長となる。1945年（昭和20年）の終戦後は、GHQ軍政部と折衝して、長野県内の窮迫した食糧事情の好転に一役買った。
1947年（昭和22年）4月に退官して宗賀村長に就任し1959年（昭和34年）3月まで3期務め、1950年からは平出遺跡発掘調査会長として大事業を成し遂げた。塩尻市発足後、1959年4月に塩尻市議会議員となり、1971年（昭和46年）4月に市長に当選し、環境センターの建設、勤労青少年ホーム、社会福祉センター、し尿処理場などの建設にあたったが、2期目の在任中に急死した。享年75。